# Litoria timida
Espèce
Statut de conservation UICN

 LC  : Préoccupation mineure
Litoria timida est une espèce d'amphibiens de la famille des Pelodryadidae.

## Répartition
Cette espèce est endémique de Papouasie-Nouvelle-Guinée. Elle se rencontre en dessous de 500 m d'altitude du haut du bassin du fleuve Fly à la Baie Milne,.
Sa présence est incertaine en Nouvelle-Guinée occidentale.

## Description
Les mâles mesurent de 21,3 à 23,9 mm et la femelle 26,3 mm.

## Publication originale
- Tyler & Parker, 1972 : Additions to the hylid frog fauna of New Guinea, with description of a new species, Litoria timida. Transactions of the Royal Society of South Australia, vol. 96, p. 157-163 (texte intégral).